# Hans Kampffmeyer der Jüngere
Hans Martin Kampffmeyer der Jüngere (* 1912 in Karlsruhe; † 1996 in Frankfurt am Main) war ein deutscher Stadtplaner und Kommunalpolitiker.

## Leben
Durch seinen Vater Hans Kampffmeyer (1876–1932) wurde er bereits früh im Sinne der Gartenstadtbewegung beeinflusst und entschloss sich, Stadtplaner zu werden.
Kampffmeyer wuchs in Karlsruhe und Wien auf, ehe die Familie 1928 nach Frankfurt am Main umzog. Er studierte Jura und Volkswirtschaft in Heidelberg und Berlin und promovierte. Im Jahr 1930 trat Kampffmeyer in die SPD ein. Von 1932 bis 1933 beschäftigte er sich mit wissenschaftlichen Untersuchungen zum Wohnungswesen bei der Forschungsstätte für Wohnungswesen in Frankfurt. 1934 arbeitete er als Wissenschaftler beim Internationalen Verband für Wohnungswesen in Frankfurt. Von 1936 bis 1945 war er Mitarbeiter bei der Deutschen Centralboden- und Kreditbank AG in Berlin. Er leistete von 1940 bis 1945 Kriegsdienst.
Nach dem Zweiten Weltkrieg arbeitete Kampffmeyer bis 1950 am Soziographischen Institut der Frankfurter Universität bei dem Soziologen Ludwig Neundörfer (unter anderem im Arbeitskreis Wiederaufbau der Städte). Seit 1946 war er erneut Mitglied der SPD. Von 1950 bis 1956 arbeitete er als kaufmännischer Direktor der Gemeinnützigen Wohnungs- und Siedlungsbaugesellschaft mbH (Gewobag) in Frankfurt und war in dieser Funktion zuständig für Planung und Bau von Wohnsiedlungen, unter anderem für den Bau der Siedlung Am Dornbusch. Er entwickelte den Vorschlag eines zur „Gesamtstadt integrierten Stadtteils auf dem Niederurseler Hang“ (später Nordweststadt).
Von 1956 bis 1972 war Hans Kampffmeyer Frankfurter Planungsdezernent. Er setzte sich anstatt der von einigen geforderten Hochbahn für die U-Bahn Frankfurt als neues öffentliches Verkehrsmittel ein. Er wurde außerdem durch die Planungen für den Römerberg, das Westend, die Nordweststadt und zahlreiche weitere Siedlungen wie Atzelberg, Mainfeld und Frankfurter Berg bekannt. Kampffmeyer verfolgte seit Mitte der 1960er-Jahre das neue städtebauliche Leitbild Urbanität durch Verdichtung. Nach Ansicht des Stadtplaners Hans-Reiner Müller-Raemisch leistete er dadurch „im Frankfurter Westend unbeabsichtigt der Bodenspekulation und dem rücksichtslosen Gewinnstreben einzelner privater Investoren Vorschub“. Er entwickelte 1967 den sogenannten „Fünf-Fingerplan“ mit fünf Straßen als Hauptachsen, an denen Hochhäuser gebaut werden sollten. Diese Planung bestimmt auch noch heute die Frankfurter Skyline. Seine Planungen für das Frankfurter Westend mündeten in die Gründung der Aktionsgemeinschaft Westend (AGW), die die Neuordnung des Stadtgebietes verhindern wollte (eine der ersten deutschen Bürgerinitiativen), und in den Frankfurter Häuserkampf. Als Kommunalpolitiker war Kampffmeyer, der von einigen als Vater der Bankenstadt bezeichnet wurde, wegen der Planungen für das Westend seit etwa 1970 bis zum Ende seiner Amtszeit 1972 umstritten.
Von 1972 bis 1978 war Kampffmeyer Generalsekretär des Deutschen Verbands für Wohnungswesen in Köln.
Als Mitglied der SPD war er fast 24 Jahre Mitglied des Magistrats der Stadt Frankfurt:
- Ehrenamtlicher Stadtrat in den Amtsperioden 1948 und 1952
- Hauptamtlicher Stadtrat in den Amtsperioden 1956, 1960, 1964 und 1968 (bis zum 26. Januar 1972)
- Baudezernent, Planungsdezernent (1956–1972)

## Auszeichnungen
- 1962 Ehrenplakette der Stadt Frankfurt am Main
- 1970 Heinrich-Plett-Preis der Neuen Heimat für Verdienste um den Wohnungs- und Städtebau
- 1971 Römerplakette der Stadt Frankfurt am Main
- 1972 Verdienstkreuz 1. Klasse des Verdienstordens der Bundesrepublik Deutschland
- 1985 Stadtältester der Stadt Frankfurt am Main
- 1991 Johanna-Kirchner-Medaille der Stadt Frankfurt am Main

## Schriften (Auswahl)
- Richtig wohnen helfen. Hammonia-Verlag, 1953. (zusammen mit Reinhold Tarnow)
- Möblierung. Hammonia-Verlag, 1955. (zusammen mit Reinhold Tarnow)
- Die gemeinnützigen Wohnungsunternehmen in Deutschland. Gesamtverband Gemeinnütziger Wohnungsunternehmen, 1956.
- Dom-Römerberg-Bereich. Europäische Verlags-Anstalt, 1964. (zusammen mit Erhard Weiss)
- Die Nordweststadt in Frankfurt am Main. Europäische Verlags-Anstalt, 1968. (zusammen mit Siegfried Boldt)